# Niño Dios de Sotaquí

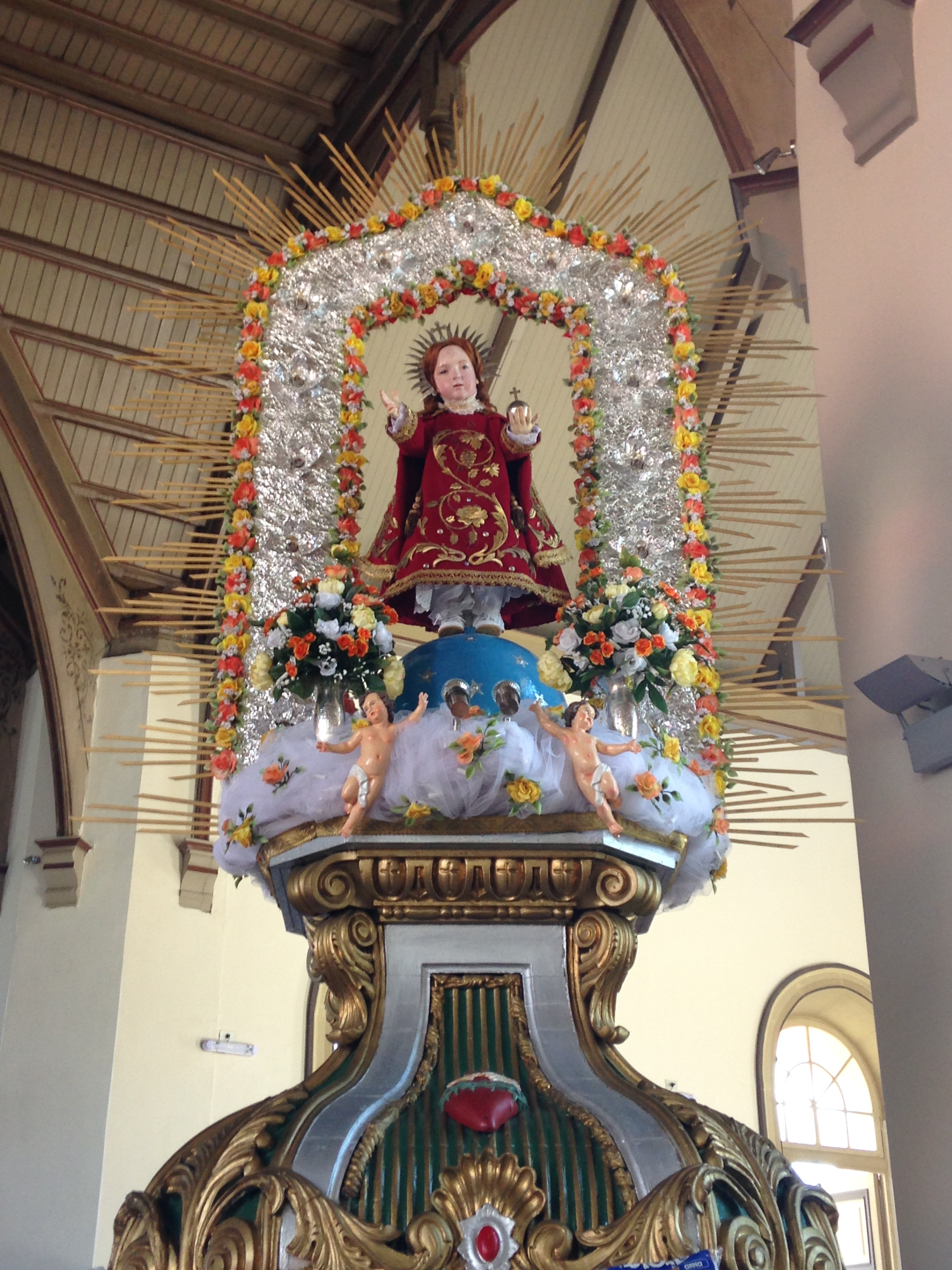
Niño Dios de Sotaquí en su anda de fiesta grande.

El Niño Dios de Sotaquí es una imagen de madera de 40 centímetros de altura, que representan a Jesús en su etapa infantil, la cual se encuentra en la Iglesia del Niño Dios de Sotaquí, en Sotaquí, Chile. Es considerada una imagen milagrosa.
La estatua se encuadra dentro de las advocaciones del Niño Jesús, entre las que se encuentran el Santo Niño de Atocha en España y América Latina, el Santo Niño de Cebú en Filipinas, el Santo Bambino de Aracoeli en Roma, el Niñopan en México, el Divino Niño Huerfanito de Pamplona (Colombia), el Santo Niño Jesús de los Afligidos en San Cristóbal de La Laguna (Tenerife), el Divino Niño de Colombia y el Niño Jesús de Escuque, en Escuque (Estado Trujillo) en Venezuela, entre otros.

## Leyenda sobre su origen
La leyenda acerca del origen fue recogida por Félix Alejandro Cepeda, párroco de Sotaquí entre 1883-1887, de la tradición oral y consignada por él en el libro de "Crónicas de la parroquia". El relato que entrega el referido sacerdote en el citado libro es el siguiente:

Vivía en Sotaquí a principios del siglo XIX una buena anciana llamada Antonia Pizarro, más conocida con el apodo de Naranjo. Dicha señora era buscada desde largas distancias por las personas que tenían algún deudo enfermo, pues gozaba de alta fama como médica de hierbas y sustancias medicinales; pues en esta comarca eran desconocidas en aquel entonces el facultativo y la botica. Un día fue llamada a visitar un enfermo en la estancia del Romero en las inmediaciones del río Hurtado. En el mismo paraje había una majada de cabros a quienes pastoreaban dos niños de corta edad. Fijándose bien notó que jugueteaban con otro más pequeño que estaba casi desnudo, pues tenía sólo un ligero paño femural y lo hacían saltar de un cordel. Ella lo creyó un niño vivo, se acerca y nota con sorpresa que es una perfecta y graciosa imagen del salvador del mundo en su edad de niñez. Recobra la serenidad de espíritu, sólo pensó en adquirir esa imagen del niño Jesús que tanto la había cautivado. Después de repetidas insistidas logro que se la regalaran.

Como narra la crónica, la imagen del Niño Dios de Sotaquí, fue hallada por Antonia Pizarro, mujer conocida en el valle del Limarí, y en el lado argentino vecino, por sus dones de meica y buena hierbatera, a principios del siglo XVIII. Es probable que Antonia Pizarro encontrara la imagen en sus recorridos por el valle del Limarí, puesto que en la zona habitaba gente poderosa que mantenía en sus haciendas, oratorios o capillas con imágenes sacras que compraban en La Serena, a mercaderes que conocían muy bien las devociones piadosas de sus clientes. También es posible que se la haya regalado por algún paciente agradecido, tras haber mejorado de una grave dolencia.  La imagen no presenta señales de haber estado a la intemperie, pues muestra buen estado de conservación y no ha sido restaurada.

## Características

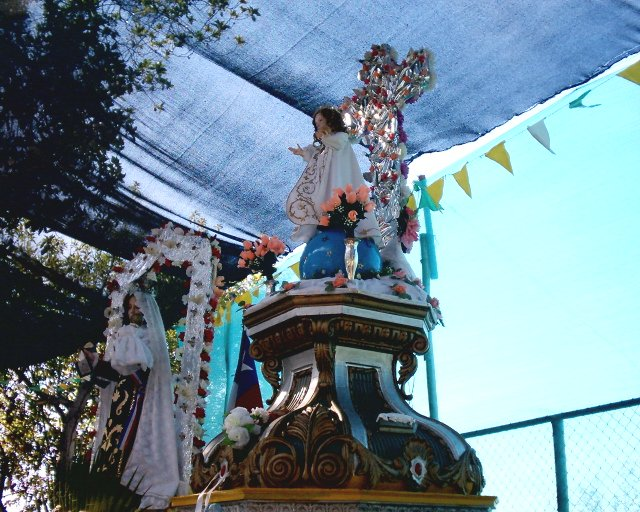
Niño Dios de Sotaquí.

La imagen del Niño Dios de Sotaquí está elaborada en madera, de cuarenta centímetros de alto. Su imagen ha sido descrita como dulce y penetrante, con la cabeza levemente inclinada a su derecha con una corona de plata, presenta sus manos extendidas, y en la mano izquierda tenía un pequeño mundo de oro y corazón de plata, obsequiado por María Toro viuda de Tapia, por un favor concedido, según relata el libro de crónicas, como uno de los primeros prodigios del Niño Dios. 
En la década de 1920 fue robado el mundo oro y corazón de plata y reemplazado por un mundo de plata. En la década de 1990 le fue repuesto el corazón colgante por uno de oro.
Algunos investigadores aseguran que la imagen por sus características escultóricas pertenece sin duda a la escuela quiteña, fundada por los frailes franciscanos, muy famosa entre los siglos XVII y XVIII, precisamente por los tipos escultóricos de bulto y por las piezas de esculturas representadas al Niño Dios que eran enviadas a iglesias, capillas y oratorios de toda América.